# Johann Franz von Trautson
Johann Franz von Trautson, Reichsgraf zu Falkenstein, Freiherr zu Sprechenstein (* 1609; † 26. März 1663 in Wien), Herr auf Matrei, Schrofenstein, Bideneck etc. in Tirol und Herr auf Poysbrunn, Burg Laa an der Thaya etc. in Niederösterreich, war ein österreichischer Adeliger, Staatsmann und Statthalter des Landes Niederösterreich.

## Herkunft
Johann Franz von Trautson stammte aus der Familie Trautson. Sein Vater war Paul Sixt III. von Trautson (* um  1548; 30. Juli 1621), seine Mutter war Susanna Veronika von Meggau (* 1580, † 15. Januar 1648), Schwester des Leonhard Helfried von Meggau.

## Leben
Johann Franz verlor im Alter von 11 Jahren seinen Vater. Er wurde gemeinsam mit dem künftigen Kaiser Ferdinand III. am Wiener Hof großgezogen. 1634 war er kaiserlicher Sondergesandter bei Ferdinand von Spanien in den Niederlanden. Von 1637 bis 1642 war er Landmarschall der Niederösterreichischen Landstände, 1642 wurde er zum Statthalter von Niederösterreich ernannt und blieb es bis zu seinem Tod. 1653 wurde er in den Orden vom Goldenen Vlies aufgenommen.

## Familie
Johann Franz war dreimal verheiratet und hatte aus allen Ehen Nachkommen.
- Maximiliana Walburga († 1639), Tochter des Reichsgrafen Johann Georg zu Hohenzollern-Hechingen, Eheschließung am 10. Februar 1630 in Baden-Baden.
  - Ernst (* 1633, † 1702), Fürstbischof von Wien
  - Paul Sixt V. (* 1635, † 1678), Diplomat
- Christina Elisabeth, Reichsgräfin zu Mansfeld-Bornstedt (* 1621, † 1648), Tochter des Wolfgang von Mansfeld, Eheschließung 1640 in Wien.
  - Franz Eusebius von Trautson (* 1642, † 1728), Reichsgraf zu Falkenstein
- Margarete Freiin von Rappach (* 1621, † 1705), Eheschließung 1649 in Wien.
  - Johann Leopold Donat (* 1659, † 1724), 1. Fürst aus der Familie Trautson